# Westfälische Götterspeise

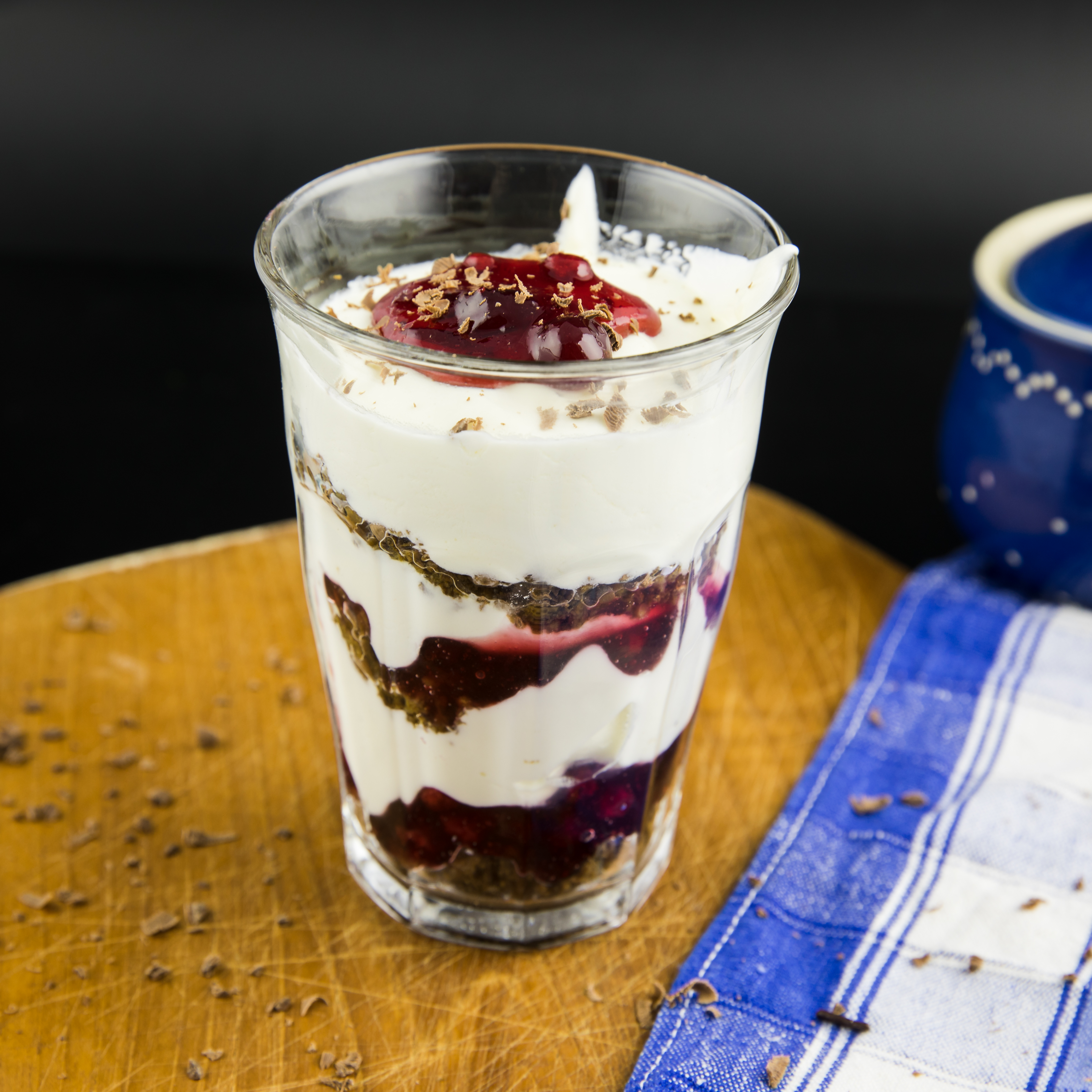
Westfälische Götterspeise mit Preiselbeerkompott. Geraspelte Schokolade als Garnierung

Westfälische Götterspeise ist eine Süßspeise der westfälischen Küche aus einer Sahnecreme und Pumpernickel. Je nach Rezept können weitere Zutaten hinzukommen oder die Grundzutaten variieren, wobei der Pumpernickel als zentraler Bestandteil der Speise vorhanden bleibt.
Mit der geleeartigen Götterspeise hat dieses Gericht nur den Namen gemein. Ein ähnliches Gericht ist das Verschleierte Bauernmädchen der norddeutschen Küche.

## Zubereitung
Die klassische westfälische Götterspeise wird aus Pumpernickel, Schlagsahne, Quark und Vanillezucker sowie einer Fruchtzubereitung wie Preiselbeerkompott oder angedickten Sauerkirschen hergestellt. Dabei wird die Sahne steif geschlagen und mit dem Quark und dem Vanillezucker zu einer Sahnecreme vermischt. Der Pumpernickel wird zerkrümelt, danach wird dieser mit der Sahnecreme und den Früchten geschichtet und abschließend mit der Fruchtmasse garniert. Die Pumpernickelbrösel können mit etwas Rum oder Kirschwasser beträufelt und mit Zartbitterschokolade gemischt werden.
Neben diesem Rezept gibt es zahlreiche weitere Zubereitungen, bei denen jedoch grundsätzlich Pumpernickel und eine Sahnecreme verwendet werden. So kann der Pumpernickel auch mit Haselnüssen vermischt und karamellisiert werden, zudem kann als weitere Schicht ein Baiser hinzukommen.

## Belege
1. 1 2 3  „Westfälische Götterspeise“ In: Ira Schneider: Ostwestfalen-Lippe, Küchenklassiker. Wartberg Verlag, 2015, S. 40. ISBN 978-3-8313-2475-0.
2. ↑  Westfälische Götterspeise (Memento vom 27. Juli 2018 im Internet Archive) auf der Website des Westdeutschen Rundfunks.